# Cavalieri dell'Ordine del Cardo
L'Ordine del Cardo fu un ordine cavalleresco scozzese fondato nel 1687.
| Nome                                                              | Anno di nascita-morte | Data del conferimento | Note |
| ----------------------------------------------------------------- | --------------------- | --------------------- | --- |
| Cavalieri fondatori                                               |                       |                       | |
| James Drummond, IV conte di Perth                                 | 1648-1716             | 1687                  | |
| George Gordon, I duca di Gordon                                   | 1649-1716             | 1687                  | |
| John Murray, I marchese di Atholl                                 | 1631-1703             | 1687                  | |
| James Hamilton, IV duca di Hamilton                               | 1658-1712             | 1687                  | |
| Kenneth Mackenzie, IV conte di Seaforth                           | 1661-1701             | 1687                  | |
| John Drummond, I conte di Melfort                                 | 1650-1715             | 1687                  | |
| George Douglas, I conte di Dumbarton                              | 1635-1692             | 1687                  | |
| Alexander Stuart, V conte di Moray                                | 1634-1701             | 1687                  | |
| XVIII secolo                                                      |                       |                       | |
| John Campbell, II duca di Argyll                                  | 1680-1743             | 1704                  | Rassegnò le dimissioni nel 1710 quando venne nominato Cavaliere dell'Ordine della Giarrettiera          |
| John Murray, I duca di Atholl                                     | 1659-1724             | 1704                  | |
| William Johnston, I marchese di Annandale                         | m. 1721               | 1704                  | |
| James Scott, conte di Dalkeith                                    | 1674-1705             | 1704                  | |
| George Hamilton, I conte di Orkney                                | 1666-1737             | 1704                  | |
| James Ogilvy, I conte di Seafield                                 | 1663-1730             | 1704                  | |
| William Kerr, II marchese di Lothian                              | 1661-1722             | 1704                  | |
| Charles Boyle, IV conte di Orrery                                 | 1674-1731             | 1704                  | |
| John Erskine, XXIII conte di Mar                                  | 1675-1732             | 1706                  | Degradato 1715                                                                                          |
| Hugh Campbell, III conte di Loudoun                               | m. 1731               | 1706                  | |
| John Dalrymple, II conte di Stair                                 | 1673-1747             | 1710                  | |
| David Colyear, I conte di Portmore                                | 1656-1730             | 1713                  | |
| John Gordon, XVI conte di Sutherland                              | 1661-1733             | 1716                  | |
| William Cadogan, I barone Cadogan                                 | 1670-1726             | 1716                  | poi conte Cadogan                                                                                       |
| Thomas Hamilton, VI conte di Haddington                           | 1680-1735             | 1717                  | |
| Charles Bennet, I conte di Tankerville                            | 1674-1722             | 1721                  | |
| Francis Scott, conte di Dalkeith                                  | 1695-1751             | 1725                  | Poi II duca di Buccleuch                                                                                |
| William Capell, III conte di Essex                                | 1697-1743             | 1725                  | Rassegnò le proprie dimissioni nel 1738 quando venne creato Cavaliere dell'Ordine della Giarrettiera    |
| Alexander Hume-Campbell, II conte di Marchmont                    | 1676-1740             | 1725                  | |
| James Hamilton, V duca di Hamilton                                | 1703-1743             | 1726                  | |
| Charles Bennet, II conte di Tankerville                           | 1697-1753             | 1730                  | |
| Charles Stuart, VI conte di Moray                                 | 1660-1735             | 1731                  | |
| Charles Colyear, II conte di Portmore                             | 1700-1785             | 1732                  | |
| James Murray, II duca di Atholl                                   | 1690-1764             | 1734                  | |
| William Kerr, III marchese di Lothian                             | 1690-1767             | 1734                  | |
| James Douglas, XIV conte di Morton                                | 1703-1768             | 1738                  | |
| John Stuart, III conte di Bute                                    | 1713-1792             | 1738                  | Rassegnò le proprie dimissioni nel 1762 quando venne nominato Cavaliere dell'Ordine della Giarrettiera  |
| Charles Hope, I conte di Hopetoun                                 | 1681-1742             | 1738                  | |
| Augustus Berkeley, IV conte du Berkeley                           | 1716-1755             | 1739                  | |
| James Stuart, VIII conte di Moray                                 | 1708-1767             | 1741                  | |
| John Carmichael, III conte di Hyndford                            | 1701-1767             | 1742                  | |
| Lionel Tollemache, IV conte di Dysart                             | 1707-1770             | 1743                  | |
| Cosmo George Gordon, III duca di Gordon                           | 1720-1752             | 1748                  | |
| William Dalrymple-Crichton, V conte di Dumfries                   | m. 1768               | 1752                  | |
| Francis Greville, I conte Brooke                                  | 1719-1773             | 1753                  | |
| John Leslie, X conte di Rothes                                    | 1698-1767             | 1753                  | |
| James Hamilton, VI duca di Hamilton                               | 1724-1758             | 1755                  | |
| Charles Schaw Cathcart, IX Lord Cathcart                          | 1721-1776             | 1763                  | |
| William Douglas, III conte di March                               | 1725-1810             | 1763                  | poi V duca di Queensberry                                                                               |
| John Campbell, IV duca di Argyll                                  | 1693-1770             | 1765                  | |
| Henry Scott, III duca di Buccleuch                                | 1746-1812             | 1767                  | Rassegnò le proprie dimissioni nel 1794 quando venne nominato Cavaliere dell'Ordine della Giarrettiera  |
| John Murray, III duca di Atholl                                   | 1729-1774             | 1767                  | |
| Frederick Howard, V conte di Carlisle                             | 1748-1825             | 1767                  | Rassegnò le proprie dimissioni nel 1793 quando venne nominato Cavaliere dell'Ordine della Giarrettiera  |
| William Henry Kerr, IV marchese di Lothian                        | 1710-1775             | 1768                  | |
| David Murray, VII visconte Stormont                               | 1727-1796             | 1768                  | Poi II conte di Mansfield                                                                               |
| John Ker, III duca di Roxburghe                                   | 1740-1804             | 1768                  | |
| SAR Guglielmo Enrico d'Inghilterra                                | 1765-1837             | 1770                  | Poi duca di Clarence e St Andrews e poi Guglielmo IV, re del Regno Unito                                |
| Neil Primrose, III conte di Rosebery                              | 1729-1814             | 1771                  | |
| Robert Henley, II conte di Northington                            | 1747-1786             | 1773                  | |
| Alexander Gordon, IV duca di Gordon                               | 1743-1827             | 1775                  | |
| John Stewart, VII conte di Galloway                               | 1736-1806             | 1775                  | |
| William John Kerr, V marchese di Lothian                          | 1737-1815             | 1776                  | |
| Douglas Hamilton, VIII duca di Hamilton                           | 1756-1799             | 1786                  | |
| Thomas Brudenell-Bruce, I conte di Ailesbury                      | 1739-1814             | 1786                  | |
| James Graham, III duca di Montrose                                | 1755-1836             | 1793                  | Rassegnò le proprie dimissionio nel 1812 quando venne nominato Cavaliere dell'Ordine della Giarrettiera |
| John Poulett, IV conte Poulett                                    | 1756-1819             | 1794                  | |
| George Douglas, XVI conte di Morton                               | 1761-1827             | 1797                  | |
| John Murray, IV duca di Atholl                                    | 1755-1830             | 1800                  | |
| XIX secolo                                                        |                       |                       | |
| William Schaw Cathcart, X Lord Cathcart                           | 1755-1843             | 1805                  | Poi conte Cathcart                                                                                      |
| George Hamilton-Gordon, IV conte di Aberdeen                      | 1784-1860             | 1808                  | |
| Charles William Henry Montagu-Douglas-Scott, IV duca di Buccleuch | 1772-1819             | 1812                  | |
| Hugh Montgomerie, XII conte di Eglinton                           | 1739-1819             | 1812                  | |
| George Stewart, VIII conte di Galloway                            | 1768-1834             | 1814                  | |
| Henry Nevill, II conte di Abergavenny                             | 1755-1843             | 1814                  | |
| Thomas Erskine, I barone Erskine                                  | 1750-1823             | 1815                  | |
| Charles Brudenell-Bruce, II conte di Ailesbury                    | 1773-1856             | 1819                  | Poi marchese di Ailesbury                                                                               |
| William Kerr, VI marchese di Lothian                              | 1763-1824             | 1820                  | |
| George Hay, VIII marchese di Tweeddale                            | 1787-1876             | 1820                  | |
| Archibald Kennedy, XII conte di Cassilis                          | 1770-1846             | 1821                  | Poi marchese di Ailsa                                                                                   |
| James Maitland, VIII conte di Lauderdale                          | 1759-1839             | 1821                  | |
| Robert Saunders-Dundas, II visconte Melville                      | 1771-1851             | 1821                  | |
| Charles Douglas, VI marchese di Queensberry                       | 1777-1837             | 1821                  | |
| George Gordon, V conte di Aboyne                                  | 1761-1853             | 1827                  | Poi IX marchese di Huntly                                                                               |
| Henry Richard Greville, III conte di Warwick                      | 1779-1853             | 1827                  | |
| James Duff, IV conte Fife                                         | 1776-1857             | 1827                  | |
| Francis Stuart, X conte di Moray                                  | 1771-1848             | 1827                  | |
| SAR Augusto Federico, duca di Sussex                              | 1773-1843             | 1830                  | |
| Walter Francis Montagu-Douglas-Scott, V duca di Buccleuch         | 1806-1884             | 1830                  | Rassegnò le proprie dimissioni nel 1835 quando venne nominato Cavaliere dell'Ordine della Giarrettiera  |
| William George Hay, XVIII conte di Erroll                         | 1801-1846             | 1834                  | |
| David William Murray, III conte di Mansfield                      | 1777-1840             | 1835                  | |
| John Campbell, II marchese di Breadalbane                         | 1796-1862             | 1838                  | |
| James Henry Robert Innes-Ker, VI duca di Roxburghe                | 1816-1879             | 1840                  | |
| Archibald John Primrose, IV conte di Rosebery                     | 1783-1868             | 1840                  | |
| SAR Alberto di Sassonia-Coburgo-Gotha                             | 1819-1861             | 1842                  | Poi principe consorte del Regno Unito                                                                   |
| William David Murray, IV conte di Mansfield e Mansfield           | 1806-1898             | 1843                  | |
| John Crichton-Stuart, II marchese di Bute                         | 1793-1848             | 1843                  | |
| James Graham, IV duca di Montrose                                 | 1799-1874             | 1845                  | |
| John Hamilton Dalrymple, VIII conte di Stair                      | 1771-1853             | 1847                  | |
| James Bruce, VIII conte di Elgin                                  | 1811-1863             | 1847                  | |
| James Andrew Broun-Ramsay, X conte di Dalhousie                   | 1812-1860             | 1848                  | Poi marchese di Dalhousie                                                                               |
| Robert Dundas Haldane-Duncan, I conte di Camperdown               | 1785-1859             | 1848                  | |
| Alexander George Fraser, XVII Lord Saltoun                        | 1785-1853             | 1852                  | |
| Archibald Montgomerie, XIII conte di Eglinton                     | 1812-1861             | 1853                  | |
| Thomas Hamilton, IX conte di Haddington                           | 1780-1858             | 1853                  | |
| Fox Maule Ramsay, I barone Panmure                                | 1801-1874             | 1853                  | Poi XI conte di Dalhousie                                                                               |
| George Augustus Frederick John Murray, VI duca di Atholl          | 1814-1864             | 1853                  | |
| George Douglas Campbell, VIII duca di Argyll                      | 1823-1900             | 1856                  | |
| George William Fox Kinnaird, IX Lord Kinnaird                     | 1807-1878             | 1857                  | |
| Archibald Kennedy, II marchese di Ailsa                           | 1816-1870             | 1859                  | |
| James Duff, V conte Fife                                          | 1814-1879             | 1860                  | |
| Thomas Dundas, II conte di Zetland                                | 1795-1873             | 1861                  | Rassegnò le proprie dimissioni nel 1872 quando venne creato Cavaliere dell'Ordine della Giarrettiera    |
| Robert Montgomery Hamilton, VIII Lord Belhaven e Stenton          | 1793-1868             | 1861                  | |
| David Graham Drummond Ogilvy, X conte di Airlie                   | 1826-1881             | 1862                  | |
| Francis Napier, X Lord Napier                                     | 1819-1898             | 1864                  | |
| SAR Alfredo di Sassonia-Coburgo-Gotha                             | 1844-1900             | 1864                  | Poi duca di Edimburgo e duca di Sassonia-Coburgo-Gotha                                                  |
| Thomas Alexander Fraser, XIV Lord Lovat                           | 1802-1875             | 1865                  | |
| John Hamilton-Dalrymple, X conte di Stair                         | 1819-1903             | 1865                  | |
| SAR Alberto Edoardo, principe del Galles                          | 1841-1910             | 1867                  | poi Edoardo VII, re del Regno Unito                                                                     |
| John James Hugh Henry Stewart-Murray, VII duca di Atholl          | 1840-1917             | 1868                  | |
| James Carnegie, IX conte di Southesk                              | 1827-1905             | 1869                  | |
| SAR Arturo, duca di Connaught e Strathearn                        | 1850-1942             | 1869                  | Poi duca di Connaught e Strathearn                                                                      |
| William Hugh Elliot-Murray-Kynynmound, III conte di Minto         | 1814-1891             | 1870                  | |
| John Douglas Sutherland Campbell, marchese di Lorne               | 1845-1914             | 1871                  | poi IX duca di Argyll                                                                                   |
| SAR Leopoldo Giorgio Duncan Alberto                               | 1853-1884             | 1871                  | Poi duca di Albany                                                                                      |
| Charles John Colville, X Lord Colville di Culross                 | 1818-1903             | 1874                  | Poi visconte Colville di Culross                                                                        |
| John Crichton-Stuart, III marchese di Bute                        | 1847-1900             | 1875                  | |
| William Henry Walter Montagu-Douglas-Scott, conte di Dalkeith     | 1831-1914             | 1875                  | Poi VI duca di Buccleuch                                                                                |
| Sir William Stirling-Maxwell                                      | 1818-1878             | 1876                  | |
| William Alexander Stephen Douglas-Hamilton, XII duca di Hamilton  | 1845-1895             | 1878                  | |
| Schomberg Henry Kerr, IX marchese di Lothian                      | 1833-1900             | 1878                  | |
| John Charles Ogilvy-Grant, VII conte di Seafield                  | 1815-1881             | 1879                  | |
| Douglas Beresford Malise Ronald Graham, V duca di Montrose        | 1852-1925             | 1879                  | |
| Alexander William George Duff, VI conte Fife                      | 1849-1912             | 1881                  | Poi duca di Fife                                                                                        |
| John William Ramsay, XIII conte di Dalhousie                      | 1847-1887             | 1881                  | |
| SAR Giorgio, duca di Cambridge                                    | 1819-1904             | 1881                  | |
| Alan Plantagenet Stewart, X conte di Galloway                     | 1835-1901             | 1888                  | |
| James Lindsay, XXVI conte di Crawford                             | 1847-1913             | 1891                  | |
| SAR Giorgio, Duca di York                                         | 1865-1936             | 1893                  | poi Giorgio V del Regno Unito                                                                           |
| Archibald Philip Primrose, V conte di Rosebery                    | 1847-1929             | 1895                  | |
| William Montagu Hay, X marchese di Tweeddale                      | 1826-1911             | 1898                  | |
| Charles Alexander Douglas-Home, XII conte di Home                 | 1834-1918             | 1899                  | |
| Lawrence Dundas, I marchese di Zetland                            | 1844-1929             | 1900                  | |
| John Adrian Louis Hope, VI conte di Hopetoun                      | 1860-1908             | 1900                  | Poi marchese di Linlithgow                                                                              |
| XX secolo                                                         |                       |                       | |
| Alexander Hugh Bruce, VI Lord Balfour di Burleigh                 | 1849-1921             | 1901                  | |
| Charles Gore Hay, XX conte di Erroll                              | 1852-1927             | 1901                  | |
| Henry John Innes-Ker, VIII duca di Roxburghe                      | 1876-1932             | 1902                  | |
| George Baillie-Hamilton, XI conte di Haddington                   | 1827-1917             | 1902                  | |
| Ronald Ruthven Leslie-Melville, XI conte di Leven                 | 1835-1906             | 1905                  | |
| John Campbell Hamilton-Gordon, VII conte di Aberdeen              | 1847-1934             | 1906                  | poi marchese di Aberdeen e Temair                                                                       |
| Edward Marjoribanks, II barone Tweedmouth                         | 1849-1909             | 1908                  | |
| Gavin George Hamilton, II barone Hamilton di Dalzell              | 1872-1952             | 1909                  | |
| Walter John Francis Erskine, XII conte di Mar                     | 1865-1955             | 1911                  | |
| Donald James Mackay, Xi Lord Reay                                 | 1839-1921             | 1911                  | |
| Richard Burdon Haldane, I visconte Haldane                        | 1856-1928             | 1913                  | |
| SAR Arturo, duca di Connaught                                     | 1883-1938             | 1913                  | |
| Arthur Fitzgerald Kinnaird, XI Lord Kinnaird                      | 1847-1923             | 1914                  | |
| Simon Joseph Fraser, XVI Lord Lovat                               | 1871-1933             | 1915                  | |
| John Charles Montagu-Douglas-Scott, VII duca di Buccleuch         | 1864-1935             | 1917                  | |
| Douglas Haig                                                      | 1861-1928             | 1917                  | Poi conte Haig                                                                                          |
| John George Stewart-Murray, VIII duca di Atholl                   | 1871-1942             | 1918                  | |
| David Alexander Edward Lindsay, XXVII conte di Crawford           | 1871-1940             | 1921                  | |
| SAR Edoardo, principe di Galles                                   | 1894-1972             | 1922                  | Poi Edoardo VIII, re del Regno Unito                                                                    |
| John Crichton-Stuart, IV marchese di Bute                         | 1881-1947             | 1922                  | |
| SAR Alberto, duca di York                                         | 1895-1952             | 1923                  | Poi Giorgio VI, re del Regno Unito                                                                      |
| Algernon Hawkins Thomond Keith-Falconer, IV conte di Kintore      | 1852-1930             | 1923                  | |
| Ronald Munro Ferguson, I visconte Novar                           | 1860-1934             | 1926                  | |
| Sidney Buller-Fullerton-Elphinstone, XVI Lord Elphinstone         | 1869-1955             | 1927                  | |
| Victor Alexander John Hope, II marchese di Linlithgow             | 1887-1952             | 1928                  | |
| Claude George Bowes-Lyon, XIV conte di Strathmore e Kinghorne     | 1855-1944             | 1928                  | |
| George Granville Sutherland-Leveson-Gower, V duca di Sutherland   | 1888-1963             | 1929                  | |
| John Stirling-Maxwell, X baronetto                                | 1866-1956             | 1929                  | |
| Charles Cospatrick Archibald Douglas-Home, XIII conte di Home     | 1873-1951             | 1930                  | |
| Herbert Eustace Maxwell                                           | 1845-1937             | 1933                  | |
| SAR Enrico, duca di Gloucester                                    | 1900-1974             | 1933                  | |
| Edward James Bruce, X conte di Elgin                              | 1881-1968             | 1933                  | |
| Archibald Alexander Leslie-Melville, XIII conte di Leven          | 1890-1947             | 1934                  | |
| Donald Walter Cameron                                             | 1876-1951             | 1934                  | |
| SAR Giorgio, duca di Kent                                         | 1902-1942             | 1935                  | |
| SM Elizabeth Bowes-Lyon                                           | 1900-2002             | 1937                  | Poi regina madre                                                                                        |
| Iain Colquhoun                                                    | 1887-1948             | 1937                  | |
| John James Dalrymple, XII conte di Stair                          | 1879-1961             | 1937                  | |
| Philip Kerr, XI marchese di Lothian                               | 1882-1940             | 1940                  | |
| Archibald Henry Macdonald Sinclair                                | 1890-1970             | 1940                  | Poi visconte Thurso                                                                                     |
| David Lyulph Gore Wolseley Ogilvy, XII conte di Airlie            | 1893-1968             | 1942                  | |
| Andrew Browne Cunningham, I visconte Cunningham di Hyndhope       | 1883-1963             | 1945                  | |
| James Graham, VI duca di Montrose                                 | 1878-1954             | 1947                  | |
| Harry Primrose, VI conte di Rosebery                              | 1882-1974             | 1947                  | |
| Walter John Montagu-Douglas-Scott, VIII duca di Buccleuch         | 1894-1973             | 1949                  | |
| Douglas Douglas-Hamilton, XIV duca di Hamilton                    | 1903-1973             | 1951                  | |
| George Baillie-Hamilton, XII conte di Haddington                  | 1894-1986             | 1951                  | |
| SAR Filippo, duca di Edimburgo                                    | 1921-2021             | 1952                  | Poi principe consorte                                                                                   |
| Alexander Steven Bilsland, I barone Bilsland                      | 1892-1970             | 1955                  | |
| David Alexander Robert Lindsay, XXVIII conte di Crawford          | 1900-1975             | 1955                  | |
| John Stirling                                                     | 1893-1975             | 1956                  | |
| George Mathers, I barone Mathers                                  | 1886-1965             | 1956                  | |
| Kenneth Fitzgerald Kinnaird, XII Lord Kinnaird                    | 1880-1972             | 1957                  | |
| Thomas Godfrey Polson Corbett, II barone Rowallan                 | 1895-1977             | 1957                  | |
| Olav V di Norvegia                                                | 1903-1991             | 1962                  | |
| Alexander Frederick Douglas-Home, XIV conte di Home               | 1903-1995             | 1962                  | poi barone Home di Hirsel                                                                               |
| Robert Gordon Menzies                                             | 1894-1978             | 1963                  | |
| James Wilson Robertson                                            | 1899-1983             | 1965                  | |
| Francis David Charteris, XII conte di Wemyss                      | 1912-2008             | 1966                  | |
| John Charles Walsham Reith, I barone Reith                        | 1889-1971             | 1968                  | |
| Charles Hector Fitzroy Maclean, barone Maclean                    | 1916-1990             | 1969                  | |
| Simon Ramsay, XVI conte di Dalhousie                              | 1914-1999             | 1971                  | |
| Richard Nugent O'Connor                                           | 1889-1981             | 1971                  | |
| Ronald John Bilsland Colville, II barone Clydesmuir               | 1917-1996             | 1972                  | |
| Robert Ian Algernon Forbes-Leith                                  | 1902-1973             | 1972                  | |
| Harald Leslie, Lord Birsay                                        | 1905-1982             | 1973                  | |
| John Scott Maclay, I visconte Muirshiel                           | 1905-1992             | 1973                  | |
| Donald Hamish Cameron, XXVI conte di Lochiel                      | 1910-2004             | 1973                  | |
| Bernard Edward Fergusson, barone Ballantrae                       | 1911-1980             | 1974                  | |
| George Nigel Douglas-Hamilton, X conte di Selkirk                 | 1906-1994             | 1976                  | |
| William Hunter McFadzean, barone McFadzean                        | 1903-1996             | 1976                  | |
| SAR Carlo, principe del Galles                                    | n. 1948               | 1977                  | |
| John Cameron, Lord Cameron                                        | 1900-1996             | 1978                  | |
| John Scott, IX duca di Buccleuch                                  | 1923-2007             | 1978                  | |
| Andrew Douglas Alexander Bruce, XI conte di Elgin                 | n. 1924               | 1981                  | |
| George Morgan Thomson, barone Thomson di Monifieth                | 1921-2008             | 1981                  | |
| Neil Cameron, barone Cameron di Balhousie                         | 1920-1985             | 1983                  | |
| Crawford Murray MacLehose, barone MacLehose di Beoch              | 1917-2000             | 1983                  | |
| David George Coke Patrick Ogilvy, XIII conte di Airlie            | n. 1926               | 1985                  | |
| Iain Mark Tennant                                                 | 1919-2006             | 1986                  | |
| William Whitelaw, I visconte Whitelaw                             | 1918-1999             | 1990                  | |
| Fitzroy Hew Maclean                                               | 1911-1996             | 1993                  | |
| George Younger, IV visconte Younger di Leckie                     | 1931-2003             | 1995                  | |
| John Campbell Arbuthnott, XVI visconte di Arbuthnott              | n. 1924               | 1996                  | |
| Robert Alexander Lindsay, XXIX conte di Crawford                  | n. 1927               | 1996                  | |
| Lady Marion Anne Fraser                                           | n. 1932               | 1996                  | |
| Norman Somerville Macfarlane, barone Macfarlane di Bearsden       | n. 1926               | 1996                  | |
| James Peter Hymers Mackay, barone Mackay di Clashfern             | n. 1927               | 1997                  | |
| SAR Anna, principessa reale                                       | n. 1950               | 2000                  | |
| David Clive Wilson, barone Wilson di Tillyorn                     | n. 1935               | 2000                  | |
| XXI secolo                                                        |                       |                       | |
| Stewart Ross Sutherland, barone Sutherland di Houndwood           | n. 1941               | 2002                  | |
| William Eric Kinloch Anderson                                     | n. 1936               | 2002                  | |
| David Steel, barone Steel di Aikwood                              | n. 1938               | 2004                  | |
| George Robertson, barone Robertson di Port Ellen                  | n. 1946               | 2004                  | |
| William Cullen, barone Cullen di Whitekirk                        | n. 1935               | 2007                  | |
| Garth Morrison                                                    | n. 1943               | 2007                  | |
| David Hope, barone Hope di Craighead                              | n. 1938               | 2009                  | |
| Narendra Patel, barone Patel                                      | n. 1938               | 2009                  | |
| William, conte di Strathearn                                      | n. 1982               | 2012                  | |